# Andrea James
Andrea Jean James (16 de enero de 1967) es una productora de cine, escritora y activista estadounidense.

## Carrera
James creció en Indiana y asistió al Wabash College, un colegio completamente masculino. Luego de graduarse en 1989 obtuvo una maestría en Lenguaje y Literatura Inglesa en la Universidad de Chicago. James empezó luego a trabajar escribiendo notas para agencias publicitarias en Chicago, desempeñándose en dicha área por diez años. La experiencia la animó a involucrarse en el activismo del consumidor, con un interés particular en el fraude médico y académico.
En 2003, James fundó la productora Deep Stealth Productions, con la también escritora y activista transgénero Calpernia Addams, para crear contenido dedicado a la población en dicha condición. Produjo el musical "Monólogos de la Vagina" en 2004, cuyo reparto estuvo compuesto en su totalidad por transexuales. James fue consultora de guion en la película Transamerica (2005), ayudando a la actriz Felicity Huffman a prepararse para su papel como transexual en la cinta. Apareció en el documental de HBO Middle Sexes: Redefining He and She (2005) y en la película corta Casting Pearls de 2007.